# Mike Hulme
Mike Hulme (* 23. Juli 1960 in London) ist ein britischer Geograph und Klimatologe.

## Hintergrund
Hulme studierte Geographie und schloss 1981 mit einem BSc an der University of Durham ab. Seinen PhD erhielt er 1985 im Fach Angewandte Klimatologie an der University of Wales in Swansea zu Secular climatic and hydrological change in central Sudan.
Er ist Gründungsdirektor des im Jahr 2000 eröffneten Tyndall Centre for Climate Change Research. 2002 wurde er zum Professor of Environmental Science an der University of East Anglia in Norwich ernannt, nachdem er dort bereits 1988–1997 geforscht hatte. Einen Auslandsaufenthalt absolvierte er 1986 als Dozent des British Council an der University of Zimbabwe in Harare und war 1984–1988 Dozent für Geographie an der University of Salford. Im Jahr 2013 wechselte Hulme von der University of East Anglia zum Department of Geography des King’s College London, dessen Leiter er 2016 wurde. Im Jahr 2017 ging er zur University of Cambridge, wo er eine Stelle als Professor für Humangeographie am Department of Geography annahm.
2006–2009 war Hulme Leiter des EU Projekts ADAM (Adaptation and Mitigation Strategies). Er ist Mitherausgeber u. a. der Zeitschrift Global Environmental Change und Chefredakteur von Interdisciplinary Reviews of Climate Change (WIRE's Climate Change).

## Auszeichnungen
- 1995 Hugh Robert Mill Prize der Royal Meteorological Society für seine Beiträge zur Forschung zum Niederschlag
- 2005 Redner bei der Queen’s Lecture in Berlin, Thema Discovering climate change: from Tyndall to Hollywood
- 2021 Eduard Brückner-Preis der Österreichischen Gesellschaft für Meteorologie für herausragende interdisziplinäre Leistungen in der Klimaforschung[3]

## Position zum Klimawandel
Hulme führt – in Einklang mit den naturwissenschaftlichen Konsens – den gegenwärtigen Klimawandel weitgehend auf die durch den Menschen verursachten Änderungen der Atmosphäre zurück. Dadurch würden sich Klimarisiken in ernstzunehmender Weise ändern. Diese Risiken sollten minimiert werden, indem sowohl die Vulnerabilität betroffener Menschen reduziert wird, als auch, indem wir die Erdatmosphäre möglichst wenig verändern.
Hulme sieht den Klimawandel nicht nur als naturwissenschaftliches Problem an, Klima sei deutlich mehr als eine Zusammenstellung von Messdaten. Klima und Klimawandel haben ihm zufolge vor allem auch eine kulturelle Dimension. Es handle sich beim Klima auch um ein historisch, geographisch und anthropologisch zu deutendes Phänomen der menschlichen Vorstellung. Eine globale Lösung eines so verstandenen Klimawandels sei genauso wenig abschließend möglich wie eine solche Lösung der Demokratie oder der Menschenrechte. Hulme schlägt vor, dieses weiter gefasste Verständnis von „Klimawandel“ für unsere Vorstellungswelt zu nutzen und zu durchdenken, wie und warum wir auf diesem Planten leben, neue Denkweisen an ihm zu entwickeln und die menschliche Zukunft – Entwicklung, Gerechtigkeit, Überleben – mit ihm zu vereinbaren. Er vermisst bei der Kontroverse um die globale Erwärmung über die Wirtschaftswissenschaften hinausgehende sozial- und geisteswissenschaftliche Perspektiven.
Hulme gehört zu den Verfassern des Hartwell Papers, welches Mai 2010 von der London School of Economics in Zusammenarbeit mit der University of Oxford veröffentlicht wurde. Demnach ist mit dem UN-Klimagipfel in Kopenhagen 2009 auch der Post-Kyoto-Prozess  gescheitert. Das Kyoto-Protokoll und dessen Fortsetzung habe demnach in 15 Jahren keinerlei nennenswerte Reduktionen bei Treibhausgasen bewirkt.

## Persönliches
Hulmes beschäftigt sich als Spieler wie Zuschauer intensiv mit Cricket. Mit einer bislang über einen Zeitraum von 250 Jahren rekonstruierten Familiengeschichte mit Vorfahren aus allen Teilen Großbritanniens und Irlands gehört zudem die Erforschung der eigenen Genealogie und Britishness zu seinen Hobbys.

## Veröffentlichungen (Auswahl)
- 1992: A 1951-80 global land precipitation climatology for the evaluation of General Circulation Models, Climate Dynamics, 7, S. 57–72
- 1997, mit E. M. Barrow (Hrsg.): Climates of The British Isles: present, past and future, Routledge London, ISBN 0415130166
- 1999, mit E. M. Barrow, N. Arnell, P. A. Harrison, T. E. Downing und T. C. Johns: Relative impacts of human-induced climate change and natural climate variability, Nature, 397, S. 688–691.
- 2002, mit G. J. Jenkins, X. Lu, J. R. Turnpenny, T. D. Mitchell, R. G. Jones, J. Lowe, J. M. Murphy, D. Hassell, P. Boorman, R. McDonald und S. Hill: Climate change scenarios for the UK: the UKCIP02 scientific report, Tyndall Centre, UEA, Norwich, UK, S. 112ff.
- 2008: Geographical work at the boundaries of climate change, Transactions of the Institute of British Geographers 33(1), S. 5–11.
  - mit S. Dessai: Ventures should not overstate their aims just to secure funding, Correspondence in Nature, 19 Juni, 453, 979
  - The Star Wars solution to climate change that will crash back to Earth, Times Higher Education, 26. Juni, S. 24–25
  - The conquering of climate: discourses of fear and their dissolution, Geographical Journal 174(1), 5-16 doi:10.1111/j.1475-4959.2008.00266.x
- 2009, mit S. Dessai, I. Lorenzoni und D. Nelson: Unstable climates: exploring the statistical and social constructions of ‘normal’ climate, Geoforum 40(2), S. 197–206 doi:10.1016/j.geoforum.2008.09.010
- 2011 Reducing the Future to Climate: A Story of Climate Determinism and Reductionism, in: Osiris, Vol. 26, No. 1, Klima (2011), pp. 245-266
  - mit H. Neufeldt und H. Colyer: ADAM final report, Tyndall Centre, UEA, Norwich, S. 44ff.
  - mit I. Lorenzoni: Believing is seeing: laypeople’s views of future socio-economic and climate change through scenarios in England and Italy, Public Understanding of Science 18, S. 383–400
- 2014: Streitfall Klimawandel, oekom verlag 2014, ISBN 978-3-86581-459-3